# Плоскоглав налим
Плоскоглавите налими (Raniceps raninus) са вид животни от семейство Трескови (Gadidae).
Те са незастрашен вид.
Таксонът е описан за пръв път от Карл Линей през 1758 година.